# Distrito de Santo Tomás de Pata
El Distrito peruano de Santo Tomás de Pata (lenguas quechuas: Pata) es uno de los 12 distritos de la Provincia de Angaraes, ubicada en el Departamento de Huancavelica, bajo la administración del Gobierno regional de Huancavelica, Perú.

## Historia
El distrito fue creado mediante Ley del 10 de mayo de 1955, en el gobierno del Presidente Manuel A. Odría.

## Geografía
El distrito abarca una superficie de 133.57 km²

## Autoridades

### Municipales
- 2015-2018[1]
  - Alcalde: Jose Conga Huarcaya, Movimiento Independiente Regional Unidos por Huancavelica (PAPA).
  - Regidores: Augusto Monteras Ore (PAPA), Dina Ccencho Vallejo (PAPA), Wilber Rojas Vallejo (PAPA), Anita Astorai Aujasi (PAPA), Alfredo David Peralta Leiva (ARBOLITO).

### Religiosas
- Obispo de Huancavelica: Monseñor Isidro Barrio Barrio (2005 - ).

## Festividades
- Señor de Amo- 1 de enero
- Carnaval Pateño - 2.ª semana Feb
- Virgen del Carmen - 16 de julio
- Fiestas Patrias - 27 de julio
- Virgen del Rosario - 7 de octubre
- Fiesta del Niño Jesus- 25 de diciembre
- Aniversario de Santo Tomás de Pata - 10 de mayo
- Fiesta patronal del Señor de Huayllay - 14, 15, y 16 de setiembre